# Andrena communis
Andrena communis är en biart som beskrevs av Smith 1879. Andrena communis ingår i släktet sandbin, och familjen grävbin. Inga underarter finns listade i Catalogue of Life.